# Store Rise
Store Rise er en landsby i Rise Sogn, på Ærø. Den hører i lighed med resten af øen til Region Syddanmark. Gårdene og husene ligger langs det forgrenede vejnet, der går fra kirken og præstegården i nord mod syd med et knæk undervejs, hvorfra der udgår veje mod øst og nord.
Rise Skole blev nedlagt i 2013, og eleverne flyttet til Marstal Skole.
På De Gamles Hjem i Rise er der i alt 23 lejligheder med eget tekøkken og eget stort badeværelse. lejlighederne er fordelt i 3 bo-enheder. I hver bo-enhed er der et stort fælles køkken/TV-/spisestue, hvor beboerne har mulighed for at spise deres måltider sammen. Hver bo-enhed har plads til mellem 7 – 9 borgere, som fungerer som en slags “familie”. Det betyder, at beboerne frivilligt kan deltage i den daglige husholdning. Bygningerne er fra 1951, men er igennem årene blevet renoveret og moderniseret.

## Erhverv
Rise Bryggeri er et bryggeri, der i 2004 blev etableret i Store Rise. Bryggeribygningen er fra 1880'erne og blev oprindeligt bygget som mejeri. Det oprindelige mejeri blev startet i 1880. Den 15. april 1884 blev det købt af mejeriets forpagter Axel Westerboe, og i 1887 overtog sognefoged Rasmus Peder Rasmussen sammen med Jens Pedersen Christensen virksomheden med dampkedel og alt tilhørende inventar. Brygning af øl begyndte i 1926, og i 1934 begyndte man at producere flødeis. Under anden verdenskrig tørrede man fodersukkerrør, som blev brugt til kaffeerstatning. Dette ophørte i 1947. Da man dyrkede tobak, blev arbejdet med høst og tørring varetaget af bryggerimedarbejderne og bladene tørret på loftet af Rise Bryggeri. Brygning af øl ophørte 1956, og i 1961 ophørte produktionen af is. Det nuværende bryggeri producerer en klassisk Ærø-serie og en økologisk serie samt specialøl til større begivenheder.
Ærø Cigar har til huse på Sognefogedgården ved siden af Rise Bryggeri. I august 2014 blev de første Ærø Cigarer produceret. Fra juni til september vokser tobaksplanterne sig fra 5 cm i højde til 1,5 – 2 meter på en mark ved gården. I denne periode er der mulighed for at se tobaksplantagen.
Rise Sparekasse blev stiftet i 1859. I marts måned 2017 besluttede bestyrelserne for Rise Sparekasse og Flemløse Sparekasse at fusionere og hedder nu Rise Flemløse Sparekasse, med afdelinger i Store Rise, Flemløse og Svendborg.
Rise Fjernvarme er et fjernvarmeanlæg på sol og træpiller. Anlægget er kun bemandet i 4 måneder om året og kører resten af tiden fuldautomatisk.
Ærøs seks vindmøller står ved Ærøs sydvestvendte kyst ved Risemark og Vejsnæs og erstatter ældre og udtjente vindmøller. De første tre nye møller blev sat i drift i december 2002. De nyeste tre møller blev sat i drift i november 2011. Møllerne er Vestas-modeller på 2 MW. Møllerne er hver 60 meter høje til navet, og vingerne er 40 meter lange. De seks store vindmøller dækker 121 procent af øens elforbrug. Opsætningen af vindmøllerne, som erstattede nogle mindre og udtjente møller, skete under protester fra naboer og vindmøllemodstandere. Møllerne blev sat op på lokalt initiativ og er ejet af ærøboer, som har købt andele i møllerne og får afkast på deres investering fra salget af vindmøllestrøm.
- Rise Bryggeri

## Historie
Rise er nævnt første gang 1374 i formen Risam. Forleddet er navneordet ris, der betyder krat. Efterleddet ’-inge’ er afledt af indbyggernavne eller - som her - naturnavne. Landsbyen er anlagt mellem vikingetid og middelalder. Byen er ikke anlagt ved en udflytning og er en kirkeby. 1774 blev 12 gårde udflyttet. De fleste af de gamle gårdtomter er ikke bebygget, ligesom en stor del af tofterne også er bevaret.
Syd for Rise Kirke lå tinghuset for Gråsten Amt, som var en betegnelse i perioden 1749-73 for det forenede Gråsten-Vodrup Amt, som i 1749 blev solgt af hertugen af Glücksborg til kongen.
Trap Danmark antager, at krongodset Ærøhus, som nævnes flere gange i middealderen, må have ligget i Rise, og at den er identisk med Risegård, som i 1500-tallet blev udstykket

## Oldtidsminder
200 m nordvest for Rise Kirke ligger Tingstedet - en langdysse med 2 stenbyggede kamre, hvoraf den østlige har en dæksten, medens den vestlige er uden. På den sydøstlige randsten ses en del skålgruber. Over den nordvestlige del af højen ligger en rund 2 gange 20 m stor høj fra bronzealderen. Omkring kamrene er en 54 m lang og 8 m bred høj bygget af jord og sten. I 1945 blev dyssen restaureret af Nationalmuseet. Der er adgang ad sti fra Rise Kirkes vestlige side.

## Turisme
- Rise Kirke er oprindelig en romansk kirke fra sidst i 1100-tallet. Altertavlen fra ca 1300-1450 fremstiller Jesu lidelses- og opstandelseshistorie. Den er billedskærerarbejde fra Slesvig Tårnet var oprindelig tækket med egespåner, men siden 1957 med kobber. I kirkegårdsmuren mod præstegårdshaven ses Munkeporten - en middelalderlig port fra omkring 1450.
- Der er adgang ad sti en fra Rise Kirkes vestlige side til Tingstedet - en langdysse med 2 stenbyggede kamre. Omkring kamrene er en 54 m lang og 8 m bred høj bygget af jord og sten. I 1945 blev dyssen restaureret af Nationalmuseet.
- Rise Bryggeri har fra april til oktober faste ugentlige rundvisninger og ølsmagninger. I juli og august har caféen og bryggerihaven åbent.
- Risemark Strand er en sandstrand, der delvist er dækket af mellemstore og store sten. Ved vandkanten findes en del mellemstore og store sten, men et par meter ud fra stranden består havbunden primært af fint sand. Der kan køres til stranden via Søndre Kystvej, der leder til en parkeringsplads lige ved stranden. Herved findes bl.a. toiletfaciliteter samt borde og bænke. Der er ved Risemark Strand også en naturiststrand (FKK).